# Tymnet

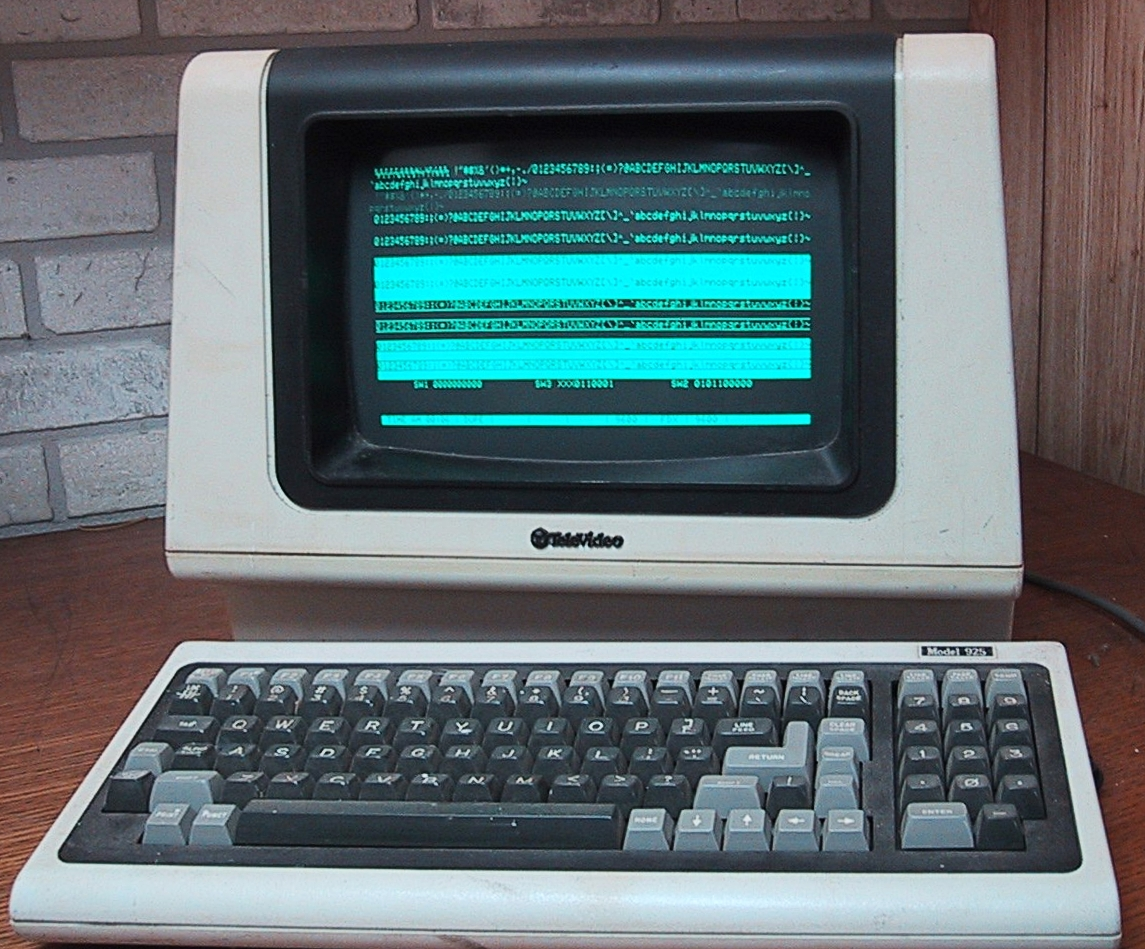
Tymnet-uppkoppling över ett textbaserat gränssnitt.

Tymnet var ett företag som sysslade med internationell datakommunikation över X.25, SNA/SDLC, ASCII och BSC. Som mest hade man ett tusental större företag (framför allt banker och flygbolag), universitet och myndigheter som kunder. Kunderna anslöt typiskt via modem eller dedicerade asynkrona uppkopplingar.
När Internet fick spridning under 1990-talet försvann en stor del av marknaden för Tymnets tjänster, och själva nätet Tymnet stängdes helt år 2004.

## Historia
Företaget Tymshare (en ordlek på time-share, det vill säga att schemalägga olika användares tillgång till en gemensam resurs) grundades 1966 som ett företag som hyrde ut exekveringstid på stordatorer samt sålde mjukvara. Företaget hade två datorer av typ SDS/XDS 940 och användarna anslöt via modem. År 1968 köptes Dial Data, ett liknande företag och samma år kläcktes idén att starta ett nätverk med minidatorer uppkopplade mot ett centralt nav. I november 1971 startades nätverket, vars "hjärna" skrivits i assembler av LaRoy Tymes.

### Tymnet Inc avknoppas
Cirka 1979 avknoppades Tymnet Inc från Tymshare Inc. för att driva själva Tymnet-nätet. Företag som hade egna datorer (och inte bara renodlade terminaler) började ansluta sig, och kunder kunde använda nätet för ren datakommunikation men även hyra ut datakraft till andra användare (som då utöver datortiden betalade Tymnet för uppkopplingen).

### 1980- och 1990-tal
Tymnet köptes 1984 av McDonnell Douglas Corporation, och i slutet av 1980-talet gjordes försök med "nästa generations noder", Motorola 68000-baserade så kallade TURBO nodes. 1989 såldes Tymnet vidare till BT North America som döpte om nätet till BT Tymnet. Företaget såldes sedan vidare till MCI, som i sin tur köptes av WorldCom, men vid det laget var nätets själva ryggrad alltför föråldrad för att kunna fortsätta användas på ett kostnadseffektivt sätt. En uppgradering som skulle reducera antalet noder från 500 till 50 planerades av Dennis Jonas och påbörjades 1996, men avslutades aldrig. Det ursprungliga paket-baserade protokollet ersattes 2002 av IP, och två år senare, i februari 2004 stängdes nätet för gott.

## Fotnoter
1. ↑  http://www.computerhistory.org/corphist/view.php?s=stories&id=136